# Desmiphora kawensis
Desmiphora kawensis är en skalbaggsart som beskrevs av Tavakilian och Néouze 2004. Desmiphora kawensis ingår i släktet Desmiphora och familjen långhorningar. Inga underarter finns listade i Catalogue of Life.